# MRC
MRC (dawniej Media Rights Capital) – amerykańskie niezależne przedsiębiorstwo specjalizujące się w branży filmowej, telewizyjnej i medialno-rozrywkowej, założone w 2006 przez Modi Wiczyka i Asifa Satchu.
Inwestorami przedsiębiorstwa są Guggenheim Partners, AT&T, WPP Group, Goldman Sachs i ABRY Partners.
MRC jest posiadaczem 5 oddziałów: MRC Film, MRC Non-Fiction, MRC Television, MRC Live & Alternative, MRC Media & Info i MRC Data.

## Produkcja filmowa

### Lata 2000.
- Babel (2006)[4]
- Linha de Passe (2008)
- Brüno (2009)
- Kamień życzeń – magiczne przygody (2009)
- Było sobie kłamstwo (2009)
- The Box. Pułapka (2009)

### Lata 2010.
- Diabeł (2010)
- Władcy umysłów (2011)[4]
- 30 minut lub mniej (2011)[4]
- Ted (2012)[4]
- Elizjum (2013)
- Milion sposobów, jak zginąć na Zachodzie (2014)
- 22 Jump Street (2014)
- Myśl jak facet 2 (2014)
- Sekstaśma (2014)
- Chappie (2015)
- Szybcy i wściekli 7 (2015)
- Ted 2 (2015)
- Hotel Transylwania 2 (2015)
- Baby Driver (2017)
- Mroczna Wieża (2017)
- Hotel Transylwania 3 (2018)
- Zabójcze maszyny (2018)
- Dora i Miasto Złota (2019)
- Na noże (2019)

### Lata 2020.
- Gołąbeczki (2020)
- SpongeBob Film: Na ratunek (2020)[5]

### Nadchodzące filmy
- The Sparks Brothers (2021)[6]
- Piotruś Królik 2: Na gigancie (2021)[5]
- Persuasion (TBA)[7]